# Owsiszcze
Owsiszcze est une localité polonaise de la gmina de Krzyżanowice, située dans le powiat de Racibórz en voïvodie de Silésie.